# Une famille très moderne
Pour les articles homonymes, voir Switch.
Pour plus de détails, voir Fiche technique et Distribution.
Une famille très moderne ou L'Échange au Québec et au Nouveau-Brunswick (The Switch) est un film américain réalisé par Josh Gordon et Will Speck et sorti en 2010. Il est adapté de la nouvelle Baster de Jeffrey Eugenides.

## Synopsis
Kassie est une new-yorkaise célibataire, intelligente et dynamique. En dépit des avertissements de son meilleur ami, le sympathique mais légèrement névrosé Wally, elle décide qu’il est grand temps d’avoir un enfant – et cela même si aucun père n’est présent à l’horizon car elle a déjà sélectionné le donneur idéal : le charmant Roland. Alors que Kassie organise une grande soirée pour fêter sa future insémination, un Wally complètement ivre, va procéder à un échange de dernière minute qui va mettre à mal l’organisation parfaite de la future maman. Le lendemain, alors qu’il est victime d’une gueule de bois carabinée, Wally a tout oublié. Sept ans plus tard, lorsque Kassie revient à New York avec son fils, Wally va réaliser qu’il y a une troublante ressemblance entre le petit garçon et lui.

## Fiche technique
- Titre : Une famille très moderne
- Titre québécois : L'Échange
- Titre original : The Switch
- Réalisation : Josh Gordon et Will Speck
- Scénario : Allan Loeb (en), d'après le roman Baster, de Jeffrey Eugenides
- Directeur de la photographie : Jess Hall (en)
- Directeur de la photographie de seconde équipe : Terry Stacey
- Distribution des rôles : Douglas Aibel
- Direction artistique : Larry M. Gruber
- Décors : Adam Stockhausen
- Décoratrice de plateau : Carol Silverman
- Costumes : Kasia Walicka-Maimone
- Montage : John Axelrad
- Musique : Alex Wurman
- Producteurs : Albert Berger et Ron Yerxa
  - Coproducteurs : Brian Bell, Kelli Konop, Mary Lee, Allan Loeb (en) et Steven Pearl
  - Producteurs exécutifs : Jennifer Aniston, Kristin Hahn (en) et Nathan Kahane
- Sociétés de production : Mandate Pictures, Bona Fide Productions et Echo Films
- Distribution : États-Unis : Miramax Films, Royaume-Uni : Lionsgate, France : Metropolitan Filmexport
- Format : Couleur – 35mm, cinéma numérique – 2,35:1 — Son SDDS, DTS, Dolby Digital
- Budget : 19 millions de $US[1]
- Pays de production :  États-Unis
- Langue : anglais
- Genre : Comédie romantique
- Durée : 97 minutes
- Dates de sortie en salles :
  - Israel et Russie : 19 août 2010
  - Canada et États-Unis : 20 août 2010
  - Belgique et France : 25 août 2010
  - Irlande et Royaume-Uni : 1er septembre 2010
- Classification : 
  - États-Unis : PG-13[note 1]
  - France : Tous publics

## Distribution
Légende : VF : Voix françaises, VQ : Voix québécoises
- Jennifer Aniston (VF : Dorothée Jemma, VQ : Isabelle Leyrolles) : Kassie Larson
- Jason Bateman (VF : Bruno Choël, VQ : Yves Soutière) : Wally Mars
- Jeff Goldblum (VF : Richard Darbois, VQ : Denis Mercier) : Leonard
- Juliette Lewis (VF : Laurence Charpentier, VQ : Violette Chauveau) : Debbie
- Patrick Wilson (VF : Jérôme Pauwels, VQ : Frédéric Desager) : Roland
- Thomas Robinson (VF : Théo Benhamour, VQ : Charles Sirard-Blouin) : Sebastian Larson, jeune
- Bryce Robinson : Sebastian Larson, vieux
- Todd Louiso : Artie
- Scott Elrod (VF : Fabrice Josso, VQ : Christian Perrault) : Declan
- Rebecca Naomi Jones : Peaches
- Kelli Barrett : Jessica Nilson
- Will Swenson : l'acteur sur scène
- Caroline Dhavernas (VQ : Elle-même) : Pauline

## Production

### Tournage
Le tournage du film a débuté le 3 mars 2009 à New York et s'est terminé en mai de la même année. Des prises de vue ont été retournées en octobre 2009.

## Réception

### Accueil critique
Une famille très moderne a rencontré, dans l'ensemble, des critiques mitigées dans les pays anglophones, où il obtient sur le site Rotten Tomatoes que 51 % d'avis favorables dans la catégorie All Critics, sur la base de 145 commentaires et une note moyenne de 5.4⁄10 et 47 % d'avis favorables dans la catégorie Top Critics, sur la base de 30 commentaires et une note moyenne de 5.6⁄10. Le consensus du site est « Une famille très moderne dispose d'une prémisse intéressante et d'un casting charmant, mais malheureusement, il a aussi un scénario banal qui se plie trop près à user la formule de la comédie romantique». Sur la base de 30 commentaires, le site Metacritic lui attribue une moyenne de 52⁄100.
En revanche, le film a été mal accueilli par la critique en France, où le site Allociné, ayant recensé sept titre de presse, lui attribue une note moyenne de 1.9⁄5.

### Box-office
| Pays ou région | Box-office      | Date d'arrêt du box-office | Nombre de semaines |
| -------------- | --------------- | -------------------------- | ------------------ |
| Mondial        | 49 830 607 $    | 13 février 2011            | 26                 |
| États-Unis     | 27 779 426 $    | 18 novembre 2010           | 13                 |
| France         | 172 551 entrées | 29 septembre 2010          | 5                  |

Lors de sa sortie en salles aux États-Unis avec une combinaison de départ de 2,012 salles, Une famille très moderne démarre à la septième place du box-office, ne parvenant qu'à totaliser 8 436 713 $ pour son premier week-end d'exploitation, soit une moyenne de 4,193 $ par salles et se classe à la huitième place pour sa première semaine en salles, avec 11 826 528 $, soit une moyenne de 5,878 $ par salles. Le film chute à la neuvième position, bien que bénéficiant de cinq salles supplémentaires à le projeter, avec 4 583 481 $ pour son second week-end, avec une moyenne de 2,272 $ et un cumul de 16 410 009 $ et 6 548 612 $ pour sa seconde semaine, avec une moyenne de 3,247 $ par salles et un cumul de 18 375 140 $, avec une évolution en baisse de près de 45 % pour ces deux périodes.
Le troisième week-end, Une famille très moderne perd 132 salles et se classe à la douzième place du box-office avec 3 119 557 $, soit une baisse de 31,9 % et une moyenne de 1,655 $, pour un cumul de 21 494 697 $, puis bénéficiant du Labor Day, il engrange 797 504 $ supplémentaires avec une moyenne de 2,078 $ par salles et un cumul de 22 292 201 $. Par la suite, le film a du mal se maintenir dans les meilleures places du classement et finit son exploitation avec 27 779 426 $ après treize semaines à l'affiche, obtenant un succès commercial relatif, au vu de son budget estimé à dix-neuf millions de dollars.
À l'étranger, le long-métrage totalise 22 millions de dollars, obtenant ses meilleurs résultats au Brésil et en Russie, où les recettes ont atteint les deux millions de dollars, faisant un total de 49,8 millions de dollars au box-office mondial .
En France, le long-métrage rencontre un échec commercial, puisque pour sa première semaine en salles, il ne fait qu'un démarrage décevant, avec 98 680 entrées et une douzième place au box-office. La semaine suivante, il chute sévèrement à la quatorzième position et une baisse de 53,22 % en termes d'entrées, avec 46 162 spectateurs, soit un cumul de 144 842 entrées .

## Bande originale
| 1.  | Opening Titles                                             | Alex Wurman            | 1:54 |
| 2.  | Instant Replay                                             | Dan Hartman            | 3:25 |
| 3.  | Freakshow On The Dance Floor                               | The Bar-Kays           | 6:34 |
| 4.  | I Can't Wait (Edited Version)                              | Nu Shooz               | 3:40 |
| 5.  | The Bomb! (These Sounds Fall into My Mind) (Pop Radio Mix) | Sunrider               | 2:43 |
| 6.  | Here Comes The Sun                                         | Fat Larry'S Band       | 5:22 |
| 7.  | Pushin' On Feat. Alice Russell                             | Quantic Soul Orchestra | 3:19 |
| 8.  | Little L                                                   | Jamiroquai             | 3:57 |
| 9.  | Lice                                                       | Alex Wurman            | 2:49 |
| 10. | Open Your Heart                                            | Lavender Diamond       | 3:11 |
| 11. | Sea Green, See Blue                                        | Jaymay                 | 6:17 |
| 12. | Bluebird Of Happiness (Ulrich Schnauss Remix)              | Mojave 3               | 9:56 |
| 13. | All The Beautiful Things                                   | Eels                   | 2:22 |
| 14. | Numbered Days                                              | Eels                   | 3:42 |
| 15. | Lovers' Carvings                                           | Bibio                  | 3:54 |

## Distinctions
Le film n'a connu qu'une seule nomination à un prix cinématographie, celui du Razzie Award de la pire actrice pour Jennifer Aniston,.